# 八仙花酸
八仙花酸（英語：Hydrangeic acid，也称为2-羧基-3,4'-二羟基芪）是一种芪类化合物，存在于绣球（学名：Hydrangea macrophylla，也称为“八仙花”）的叶中，有成为抗糖尿病药的可能。